# Neoscolecithrix farrani
Neoscolecithrix farrani är en kräftdjursart som beskrevs av Smirnov 1935. Neoscolecithrix farrani ingår i släktet Neoscolecithrix och familjen Scolecitrichidae. Inga underarter finns listade i Catalogue of Life.